# Violeta de etila
Violeta de etila (C.I. 42600) é um composto orgânico de fórmula química C31H42N3Cl, peso molecular 492.2, um corante que é utilizado como corante biológico e indicador de pH com intervalo de viragem, em pH 0,0 a 2,4, quando vira de amarelo para azul. É classificado com o número CAS 2390-59-2.
Normalmente é formulado para uso como indicador de pH como uma solução de 0,1 % em m/v em metanol a 50% v/v em água.